# Tiquinho Soares
Francisco das Chagas Soares dos Santos, meglio noto come Tiquinho (Sousa, 17 gennaio 1991), è un calciatore brasiliano, attaccante del Santos.

## Caratteristiche tecniche
Gioca come punta centrale, molto forte fisicamente, si dimostra abile soprattutto nel gioco aereo..

## Carriera

### Club

#### Gli inizi in Brasile prestiti vari e il trasferimento in Europa al Nacional
Cresciuto calcisticamente nelle giovanili dell'América de Natal, il 14 agosto 2010, ha fatto il suo esordio da professionista, nel Campeonato Brasileiro Série B, nella partita giocata in casa e persa per 2-1 contro il Vila Nova.
Dopo aver militato nelle serie minori brasiliane in molte squadre. Passa nel gennaio 2015, ai portoghesi del Nacional dove il 20 aprile successivo, sigla la sua prima rete in campionato, nel derby pareggiato per 1-1 in trasferta contro il Marítimo. Il 18 ottobre successivo, realizza una tripletta in Taca de Portugal nella partita vinta per 6-0 fuori casa contro la Mosteirense.
Il 20 marzo 2016 realizza la sua prima doppietta in campionato, con la maglia del Nacional, nella partita vinta per 3-2 in casa contro il Vitória Guimarães, siglando due reti entrambe decisive per la rimonta della sua squadra.

#### Vitoria Guimaraes
Il 25 maggio 2016 viene acquistato dal Vitória Guimarães; giocando solamente sei mesi, colleziona 16 presenze e 7 reti in campionato.

#### Porto
Il 23 gennaio 2017 viene ingaggiato dal Porto, firmando un contratto fino al giugno 2021 con clausola rescissoria fissata a 40 milioni..
Il 4 febbraio successivo, fa il suo esordio, realizzando una doppietta decisiva nella partita vinta per 2-1 in casa contro lo Sporting Lisbona. Successivamente va a segno per altre cinque partite consecutive di campionato. Il 22 febbraio dello stesso anno fa il suo esordio anche in Champions League, giocando da titolare, nella partita d'andata valida per gli ottavi di finale contro la Juventus.
Nella stagione 2017-2018, segna la sua prima rete in Champions League nella partita del gruppo G, vinta per 5-2 in casa dai lusitani contro il Monaco. Il 18 gennaio 2019, sigla la sua prima tripletta in carriera in campionato, con la maglia dei Dragões nella vittoria per 4-1 in trasferta contro il Chaves.
Conclude la sua esperienza con la squadra di Porto con un totale di 140 presenze e 65 reti in tutte le competizioni. 

#### Tianjin TEDA
Nel settembre del 2020 si trasferisce nella Chinese Super League, firmando un contratto di 3 anni e 3 mesi con il Tianjin. La commissione per il suo trasferimento è stata stimata in circa 10 milioni di euro, così come il suo stipendio totale. L'avventura in terra cinese dura meno di un anno, concludendo la sua esperienza con il club di Tientsin con solo 8 presenze e 2 reti.

#### Olympiakos
Il 31 maggio 2021 diviene ufficiale il suo ritorno in Europa all'Olympiacos, con cui firma un contratto di tre anni.

## Statistiche

### Presenze e reti nei club
Statistiche aggiornate al 31 maggio 2021.
| Stagione                | Squadra                 | Campionato              | Campionato | Campionato | Coppe nazionali | Coppe nazionali | Coppe nazionali | Coppe continentali | Coppe continentali | Coppe continentali | Altre coppe | Altre coppe | Altre coppe | Totale | Totale |
| Stagione                | Squadra                 | Comp                    | Pres       | Reti       | Comp            | Pres            | Reti            | Comp               | Pres               | Reti               | Comp        | Pres        | Reti        | Pres   | Reti   |
| ----------------------- | ----------------------- | ----------------------- | ---------- | ---------- | --------------- | --------------- | --------------- | ------------------ | ------------------ | ------------------ | ----------- | ----------- | ----------- | ------ | ------ |
| 2009                    | América de Natal        | B+CP                    | 0+1        | 0          | CB              | 0               | 0               | -                  | -                  | -                  | -           | -           | -           | 1      | 0      |
| gen.-giu. 2010          | América de Natal        | B+CP                    | 2+11       | 0+2        | CB              | 0               | 0               | -                  | -                  | -                  | -           | -           | -           | 13     | 2      |
| Totale América de Natal | Totale América de Natal | Totale América de Natal | 2+12       | 0+2        |                 | 0               | 0               |                    | -                  | -                  |             | -           | -           | 14     | 2      |
| lug.-dic. 2010          | Botafogo-PB             | CP                      | 0          | 0          | CB              | 0               | 0               | -                  | -                  | -                  | CP          | 10          | 3           | 10     | 3      |
| 2011                    | Sousa                   | CP                      | 0          | 0          | CB              | 0               | 0               | -                  | -                  | -                  | CP          | 3           | 1           | 3      | 1      |
| gen.+feb.-nov. 2012     | CSP                     | CP                      | 0          | 0          | CB              | 0               | 0               | -                  | -                  | -                  | CP          | 6           | 3           | 6      | 3      |
| gen. 2012               | Caicó                   | CP                      | 7          | 1          | CB              | 0               | 0               | -                  | -                  | -                  | -           | -           | -           | 7      | 1      |
| dic. 2012-gen. 2013     | Visão Celeste           | CP-2ª Div.              | 6          | 0          | CB              | 0               | 0               | -                  | -                  | -                  | -           | -           | -           | 6      | 0      |
| gen.-giu. 2013          | Cerâmica                | CG                      | 9          | 2          | CB              | 0               | 0               | -                  | -                  | -                  | -           | -           | -           | 9      | 2      |
| lug.-dic. 2013          | Treze                   | C                       | 9          | 0          | CB              | 0               | 0               | -                  | -                  | -                  | -           | -           | -           | 9      | 0      |
| gen.-giu. 2014          | Veranópolis             | CG                      | 16         | 4          | CB              | 0               | 0               | -                  | -                  | -                  | -           | -           | -           | 16     | 4      |
| lug.-set. 2014          | Pelotas                 | D                       | 3          | 0          | CB              | 0               | 0               | -                  | -                  | -                  | -           | -           | -           | 3      | 0      |
| ott.-dic. 2014          | Lucena                  | CP-2ª Div.              | 7          | 3          | CB              | 0               | 0               | -                  | -                  | -                  | -           | -           | -           | 7      | 3      |
| gen.-giu. 2015          | Nacional                | PL                      | 12         | 2          | CP+CdL          | 2+0             | 0               | -                  | -                  | -                  | -           | -           | -           | 14     | 2      |
| 2015-2016               | Nacional                | PL                      | 30         | 10         | CP+CdL          | 3+2             | 4+0             | -                  | -                  | -                  | -           | -           | -           | 35     | 14     |
| Totale Nacional         | Totale Nacional         | Totale Nacional         | 42         | 12         |                 | 7               | 4               |                    | -                  | -                  |             | -           | -           | 49     | 16     |
| 2016-gen. 2017          | Vitória Guimarães       | PL                      | 16         | 7          | CP+CdL          | 2+3             | 1+0             | -                  | -                  | -                  | -           | -           | -           | 21     | 8      |
| gen.-giu. 2017          | Porto                   | PL                      | 15         | 12         | CP+CdL          | 0+0             | 0               | UCL                | 2                  | 0                  | -           | -           | -           | 17     | 12     |
| 2017-2018               | Porto                   | PL                      | 24         | 8          | CP+CdL          | 4+3             | 1+1             | UCL                | 3                  | 1                  | -           | -           | -           | 34     | 11     |
| 2018-2019               | Porto                   | PL                      | 28         | 15         | CP+CdL          | 5+3             | 4+3             | UCL                | 4                  | 1                  | SP          | 1           | 0           | 41     | 23     |
| 2019-2020               | Porto                   | PL                      | 30         | 10         | CP+CdL          | 5+5             | 2+4             | UCL+UEL            | 1+7                | 0+3                | -           | -           | -           | 48     | 19     |
| ago.-set. 2020          | Porto                   | PL                      | 0          | 0          | CP+CdL          | 0               | 0               | UCL                | 0                  | 0                  | -           | -           | -           | 0      | 0      |
| Totale Porto            | Totale Porto            | Totale Porto            | 97         | 45         |                 | 25              | 15              |                    | 17                 | 5                  |             | 1           | 0           | 140    | 65     |
| set.-dic. 2020          | Tianjin                 | CSL                     | 4          | 0          | CC              | 4               | 2               | -                  | -                  | -                  | -           | -           | -           | 8      | 2      |
| gen.-mar. 2021          | Tianjin                 | CSL                     | 0          | 0          | CC              | 0               | 0               | -                  | -                  | -                  | -           | -           | -           | 0      | 0      |
| Totale Tianjin          | Totale Tianjin          | Totale Tianjin          | 4          | 0          |                 | 4               | 2               |                    |                    |                    |             |             |             | 8      | 2      |
| 2021-2022               | Olympiacos              | SL                      | 33         | 9          | CG              | 6               | 2               | UEL                | 8                  | 3                  | -           | -           | -           | 47     | 14     |
| ago. 2022               | Olympiacos              | SLE                     | 0          | 0          | CG              | 0               | 0               | UCL+UEL            | 2+2                | 0+0                | -           | -           | -           | 4      | 0      |
| Totale Olympiakos       | Totale Olympiakos       | Totale Olympiakos       | 33         | 9          |                 | 6               | 2               |                    | 12                 | 3                  |             | -           | -           | 51     | 14     |
| 2022                    | Botafogo                | A                       | 14         | 6          | CB              | 0               | 0               | -                  | -                  | -                  | -           | -           | -           | 14     | 6      |
| 2023                    | Botafogo                | A+A/RJ                  | 11+7       | 4+6        | CB              | 3               | 4               | CS                 | 3                  | 2                  | -           | -           | -           | 24     | 16     |
| Totale Botafogo         | Totale Botafogo         | Totale Botafogo         | 25+7       | 10+6       |                 | 3               | 4               |                    | 3                  | 2                  |             | -           | -           | 38     | 22     |
| Totale Carriera         | Totale Carriera         | Totale Carriera         | 295        | 101        |                 | 50              | 28              |                    | 32                 | 10                 |             | 20          | 7           | 397    | 146    |

## Palmarès

### Club

#### Competizioni nazionali
- Campionato portoghese: 2

Porto: 2017-2018, 2019-2020
- Supercoppa di Portogallo: 1

Porto: 2018
- Coppa del Portogallo: 1

Porto: 2019-2020
- Campionato greco: 1

Olympiakos: 2021-2022
- Campionato brasiliano: 1

Botafogo: 2024

#### Competizioni internazionali
- Coppa Libertadores: 1

Botafogo: 2024

### Individuale
- Capocannoniere della Coppa del Brasile: 1

2023 (5 reti, alla pari con Alef Manga e Pedro)